# Marco Minnemann
Marco Minnemann (ur. 24 grudnia 1970 w Hanowerze) – niemiecki muzyk, kompozytor i multiinstrumentalista, znany głównie jako perkusista. Minnemann współpracował z takimi wykonawcami jak Paul Gilbert, Mike Keneally, Nina Hagen, Terry Bozzio, Chad Wackerman, Necrophagist, Kreator, Ephel Duath, Udo Lindenberg, H-Blockx, Gianna Nannini, Garry Willis czy The Kelly Family. Karierę rozpoczął w niemieckim zespole grającym crssover/ funk metal Freaky Fukin Weirdoz, z którym nagrał cztery albumy studyjne. W 2011 roku brał udział w przesłuchaniach na stanowisko perkusisty w amerykańskim zespole progmetalowym Dream Theater. W tym samym roku został współzałożycielem i członkiem grupy The Aristocrats, w którym występuje wraz z gitarzystą Guthrie Govanem oraz basistą Bryanem Bellerem. W latach 2011 i 2012 wziął udział w trasie koncertowej zespołu Stevena Wilsona promującej album Grace For Drowning, podczas której 24 września 2012 roku w Meksyku został nagrany album na żywo pt. Get All You Deserve (wydany na 2CD, DVD i Blu-ray). W 2013 roku był członkiem składu zespołu Stevena Wilsona na albumie The Raven That Refused to Sing (And Other Stories) następnie udając się w trasę koncertową promującą tę płytę.
Minnemann gra na talerzach perkusyjnych firmy Zildjian oraz bębnach DW. Ponadto używa naciągów Evans i pałeczek Pro-Mark.

## Wybrana dyskografia
| Albumy solowe - The Green Mindbomb (1998, CDBY) - Comfortably Homeless (2000, CDBY) - Orchids (2002, CDBY) - Broken Orange (2003, CDBY) - Mieze (2004, CDBY) - Contraire de la Chanson (2006, CDBY) - House Wife Dog Pt. 1 & 2 (Limited 2 CD Set) (2007, CDBY) - A Mouth Of God (2008, CDBY) - Catspoon (2009, CDBY) - Normalizer 2 (2010, CDBY) - Symbolic Fox (2012, CDBY) - Evil Smiles of Beauty/Sound of Crime (2012, JVC Japan) |  | The Aristocrats - The Aristocrats (2011, BOING) - Boing, We’ll Do It Live (DVD) (2012, BOING) - Culture Clash (2013) - Tres Caballeros (2015) Steven Wilson - Get All You Deserve (2012) - The Raven That Refused to Sing (And Other Stories) (2013) - Hand. Cannot. Erase. (2015) Inne - Mike Keneally, Marco Minnemann - Evidence of Humanity (2010, Exowax Recordings) - Alex Machacek, Marco Minnemann - 24 Tales (2010, Abstract Logix) - Trey Gunn, Marco Minnemann - Modulator (2010, 7D Media) - Jason Sadites, Marco Minnemann - Behind the Laughter (2010, CDBY) - Levin Minnemann Rudess (2013, Lazy Bones Recordings) - From the Law Offices of Levin Minnemann Rudess (2016, Lazy Bones Recordings) | Freaky Fukin Weirdoz - Senseless Wonder (1992) - Mao Mak Maa (1994) - Culture Shock (1995) - Hula! (1998) |

## Wideografia
- Marco Minnemann - Extreme Drumming (2003, DVD, Warner Bros. Publications)
- Marco Minnemann - Marco Minnemann: Live in L.A. (2007, DVD, Drum Workshop)
- Marco Minnemann - The Marco Show (2007, DVD, Drum Workshop)

## Publikacje
- Extreme Interdependence: Drumming Beyond Independence, Alfred Publishing Co., Inc., 2001, ISBN 978-0-7579-8054-1
- Ultimate Play Along, Warner Bros. Publications, 2004, ISBN 978-0-7579-2369-2
- Maximum Minnemann, World Music 4all Publications, 2006, ISBN 978-1-933811-03-1

## Filmografia
- Morgan Agren's Conundrum: A Percussive Misadventure (2013, film dokumentalny, reżyseria: Carl Millard King)